# NGC 482
NGC 482 este o galaxie spirală situată în constelația Phoenix. A fost descoperită în 23 octombrie 1835 de către John Herschel.